# 미녀 홍낭자
"미녀 홍낭자"는 1969년 공개된 대한민국의 영화이다.

## 배역
- 이순재
- 문희
- 사미자